# Ерік Монґрен
Монґрен, Ерік (народився 12 квітня, 1980 в Монреаль, Квебек, Канада) — канадський композитор та гітарист, відомий своїм унікальним акустичним стилем.

## Біографія
Ерік Монґрен був самоуком. Він навчився грати на гітарі в 14 років. В юності він захоплювався спортом, проте він виявляв і великий інтерес до музики і зумів досягнути великих успіхів в мистецтві гри на гітарі.

## диск
- Equilibrium (2008)
- Fates (2006)
- Un paradis quelque part (2005)
- Les pourris de talent (2005)

## Музика
- Erik Mongrain — AirTap!
- Erik Mongrain — Fusions
- Erik Mongrain — Timeless
- Erik Mongrain — I Am Not
- Erik Mongrain — PercussienFa
- Erik Mongrain — The Silent Fool
- Erik Mongrain — A Ripple Effect